# ターパン
ターパン（Tarpan, 学名：Equus ferus ferus）は絶滅した野生のノウマの亜種であり。最後の1頭は1909年に死亡した。1930年代以降に品種改良によってターパンを形態的に復活させようという試みが何度か行われ、その結果、ヘックホースやヘガルト等の品種が作出された。

## 語源
ターパンという名前は、「野生の馬」を意味するテュルク諸語（キルギス語かカザフ語）に由来する。日本語ではタルパンという表記がなされる場合もある。タタールやコサックは野生の馬を区別し、TakjaやMuzinと呼ぶ。

## 分類
ターパンは1774年にヨハン・フリードリヒ・グメリンによって初めて記述された。グメリンは1769年にヴォロネジ近郊のボブロフスクでターパンを観察しており、1784年にピーター・ボダートがグメリンの記述を基に Equus ferus と命名した。一方でオットー・アントニウスはボダートの命名を把握しておらず、やはりグメリンの記述から1912年に Equus gmelini という学名を発表した。両者は同じ記述を参照して命名しているため、ボダートによる物は新参客観異名となっている。現在では、1758年にカール・フォン・リンネが Equus caballus という学名を付けた家畜のウマはターパンの子孫であると考えられているが、多くの分類学者はこれらを同一種と見なしている。国際動物命名規約の規則を厳密に適用すると、ターパンの学名は E. caballus、または亜種とするならば E. caballus ferus が適用されるはずであるが、生物学者は家畜のウマとの混同を避けるために一般的にこの規則を無視して、ターパンに対しては E. ferus という学名を用いていた。
2003年、動物命名法国際審議会は、家畜より以前に、または同じ時期に遡る野生種に基づく17の名前を保存すると発表し、ターパンに対する E. ferus という学名が裏付けられることとなった。家畜のウマをターパンの亜種だと考える分類学者は Equus ferus caballus という学名を用いている。Equus caballusという学名は家畜のウマを別種だとみなす名前として残された。

## 分布
ターパンはステップや草原だけでなく森林地帯にも生息していたことが示唆されている。本来の分布はユーラシア・ステップを中心に広がっていたと考えられておりヨーロッパに生息していた野生馬の全てを同一種（E. f. ferus）とみなす場合は、西はイベリア半島から東はシベリア・モンゴル・中国、北はスカンジナビア半島やシベリアなどに分布していたことになるが、一方で仮にヨーロッパの野生馬が複数の亜種に再分類されるならば、厳密な E. f. ferus の生息地は東ヨーロッパのステップ地帯であった可能性がある。

## 特徴

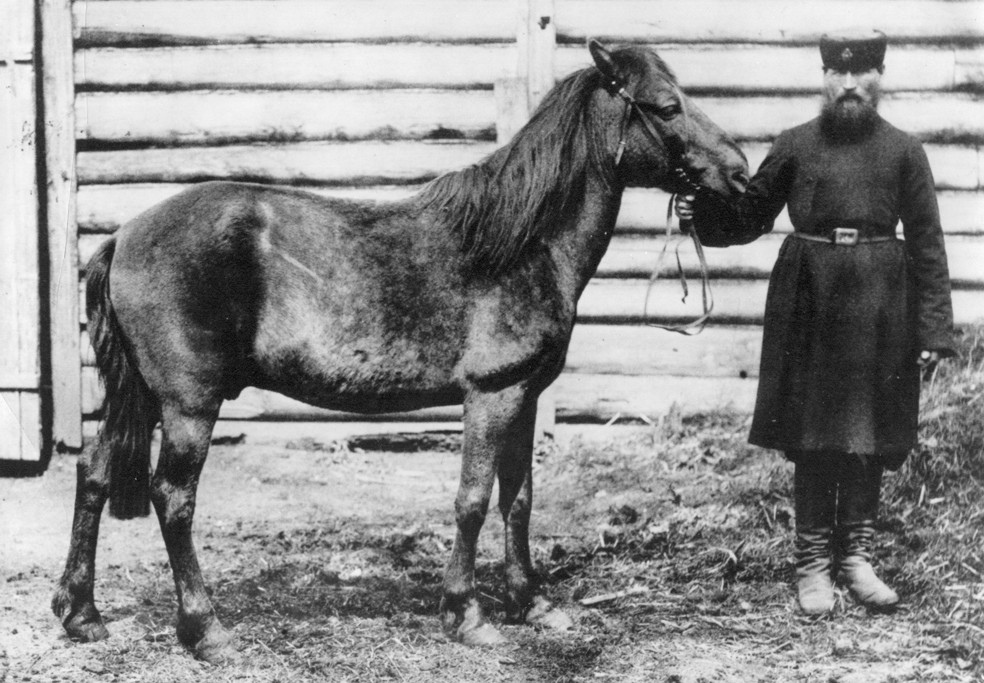
雑種の可能性もある「チェルソンのターパン」（1884年）。尻尾は飼育員によって切断され、去勢もされていた。

ターパンは原始的な馬であり、ヨハン・フリードリヒ・グメリンは自ら観察した本種の特徴として「ネズミのような色」「目立つ黒い点状の模様」「不釣り合いに分厚い頭部」を記述している。耳は個体によってはロバに匹敵する程に長かったり垂れ耳であった場合もあったと考えられている。
現存する唯一のターパンとされる生体の写真は、1866年にウクライナ・ヘルソン州のノヴォヴォロンツォフカ付近で捕獲された若い牡馬、通称「チェルソンのターパン（Cherson Tarpan）」とされた個体の物であった。この個体は肩高133センチメートルであり、非常に長い鬣（たてがみ）と灰色の毛並み、背中と前脚の縞模様、黒い脚が特徴的だっとされる。この個体は捕獲後は1880年までノヴォヴォロンツォフカで飼育され、1884年にモスクワ動物園によって購入された3年後の1887年に死亡した。一方で、この個体は（1841年の模写やモウコノウマと異なり）非常に長く垂れた鬣から純粋なターパンでない家畜馬の遺伝子を持つ雑種であった可能性も指摘されている。

## 人間との関係

### 絶滅

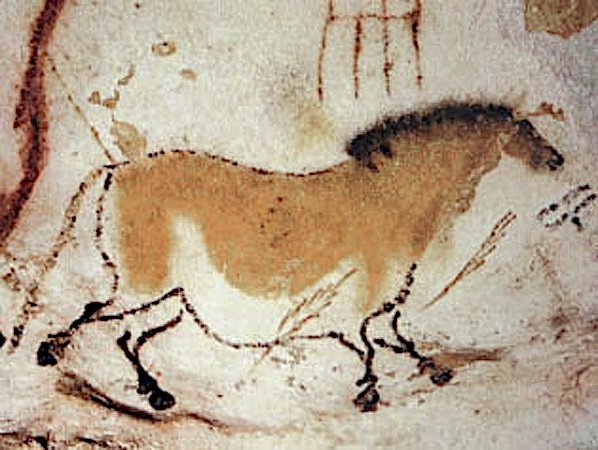
ラスコー洞窟の洞窟壁画に描かれた、モウコノウマにも似た薄墨毛のウマ。

ターパンは有史以前よりフランスやスペインの南部からロシアの東部、中央部にかけて分布していた。ラスコーやアルタミラの洞窟壁画に描かれた動物はターパンだと考えられており、またロシア南部では紀元前3000年頃のスキタイの遊牧民がターパンを家畜化していた痕跡が残っている。
モウコノウマと同様に珍味とみなされたこともあって人類による狩猟の対象にされていたが、同時に開発などによる生息環境の破壊や農業などとの軋轢、家畜馬との交配による遺伝子攪乱などもターパンの減少と最終的な絶滅に多大な影響を及ぼしたとされており、ターパンによる農作物の食害や、オスのターパンによる家畜の牝馬の拉致などが問題視されたこともターパンと農業従事者の衝突の原因になった。とくに東ヨーロッパでは、当時の農民からのターパンへの扱いは現代の北米における野生化した存在であるマスタングや野生化ロバ（英語版）を取り巻く状況と類似していたとされる。
野生のターパンは1875年から1890年の間に絶滅したと考えられている。最後の1頭のオスは、1876年の現在のウクライナのアスカニア・ノヴァ生物圏保護区における捕獲の最中の事故で死亡した。飼育下の最後のターパンは1909年にロシアの動物園で死亡した。ポーランド政府によって、ビャウォヴィエジャの森のターパンの子孫を保護する努力がなされたが、これらの子孫はコニック（Polish primitive horse）として今日でも知られている。

### 復元の試み

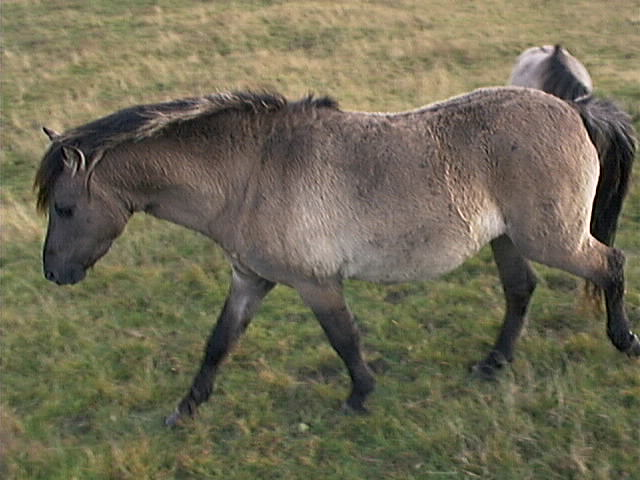
ヘックホース。

ターパンを復活させるために、これまでに3度の試みが行われた。1930年代前半にはベルリン動物園のルッツ・ヘックとミュンヘン動物園のハインツ・ヘックの兄弟が試みを開始し、1960年代になってヘックホースを作り上げた。
1936年には、ポーランドの大学教授のタデウシュ・ベトゥラニはコニックを使った試みを開始し、1960年代中盤にはアメリカでハリー・ヘガードが野生化馬のマスタングと地元の牧場で労働に使われていた馬を使って試みを始めてヘガルトを作り出した。完全に成功した試みはなかったが、3度ともグルロ色の毛色を筆頭にターパンと類似点の多い品種を産出することに成功した。
現在では、ターパンと家畜のウマの間の子孫を便宜的に「ターパンホース（Tarpan Horse）」という別の品種として区別している。

## 関連画像

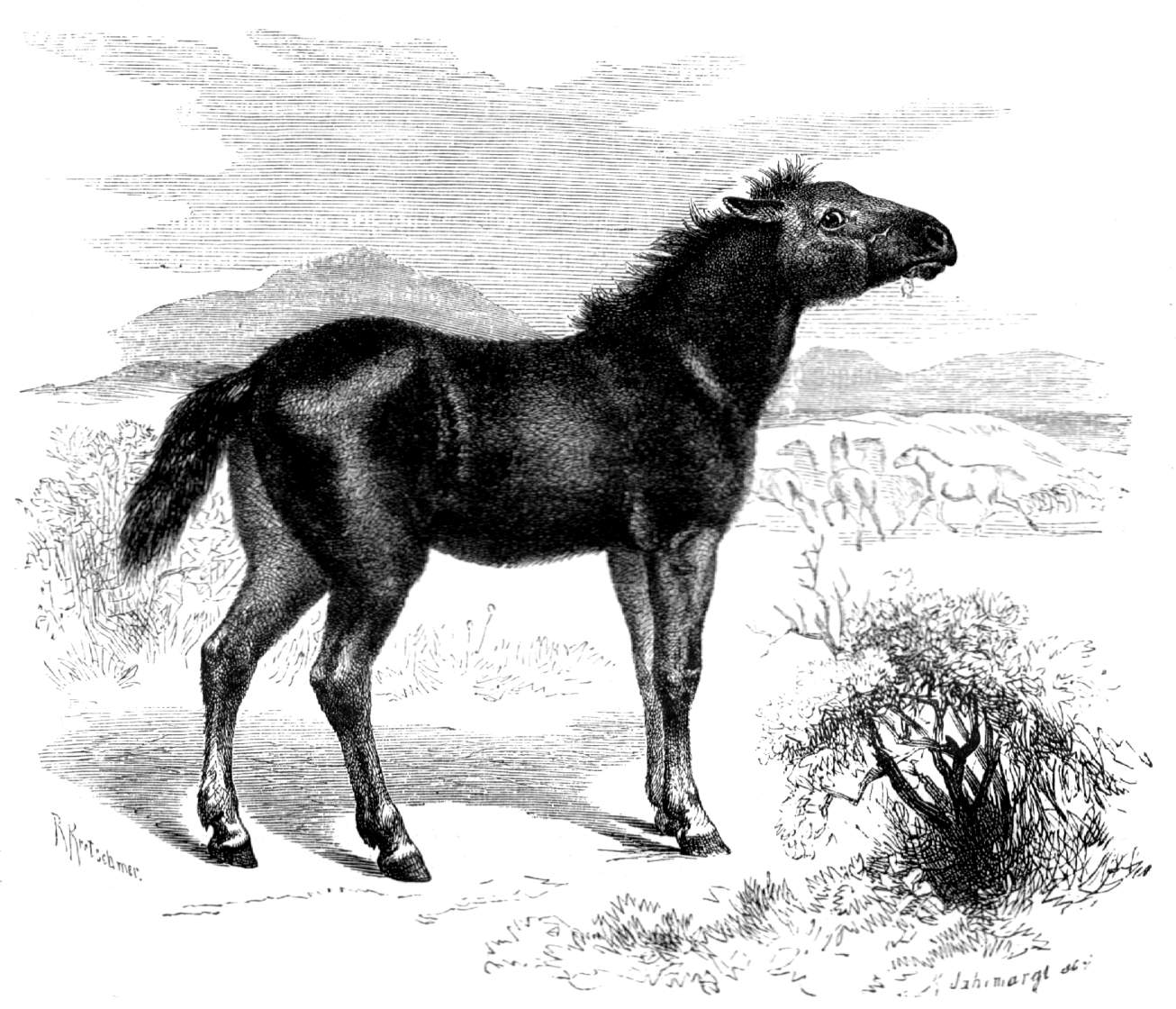
『Brehms Tierleben（英語版）』に掲載された1883年のスケッチ（ロベルト・クレッチマー（英語版））。
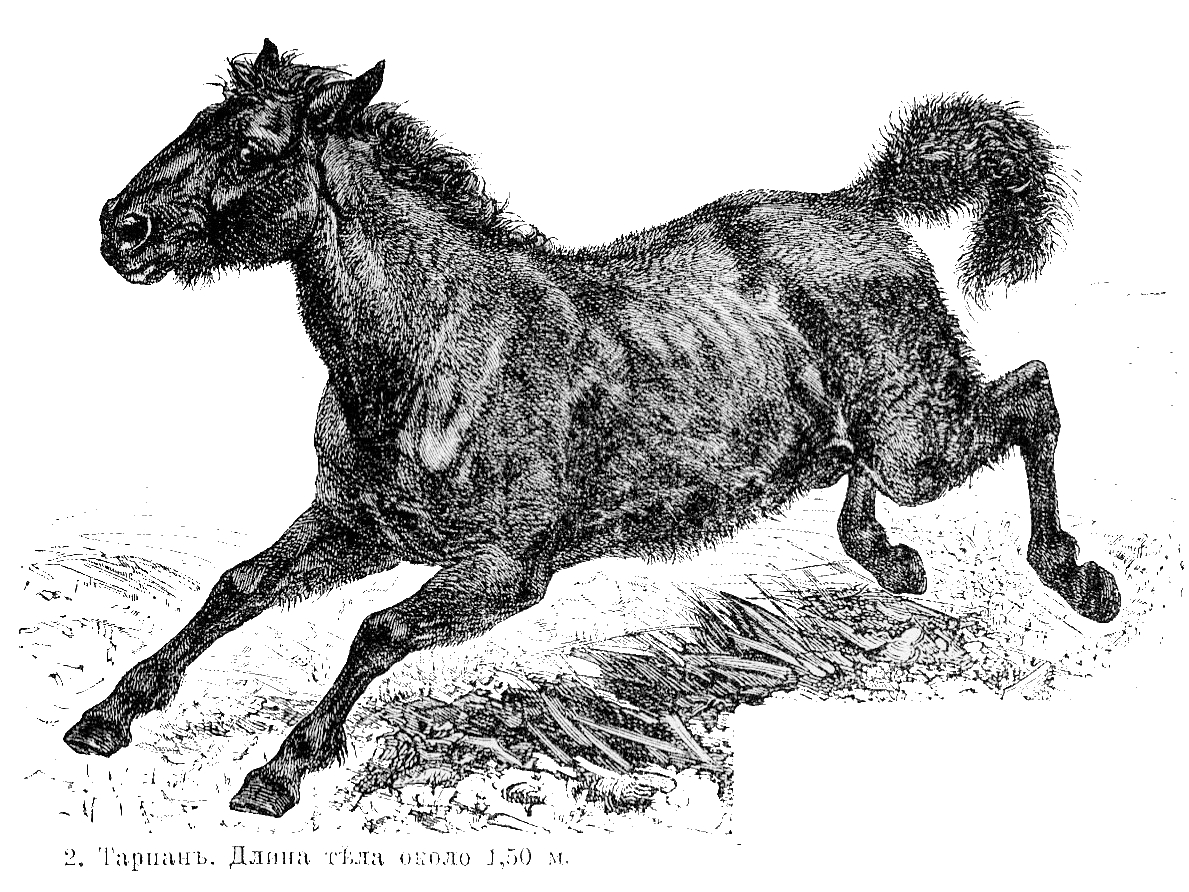
ブロックハウス・エフロン百科事典に掲載されたイラスト。
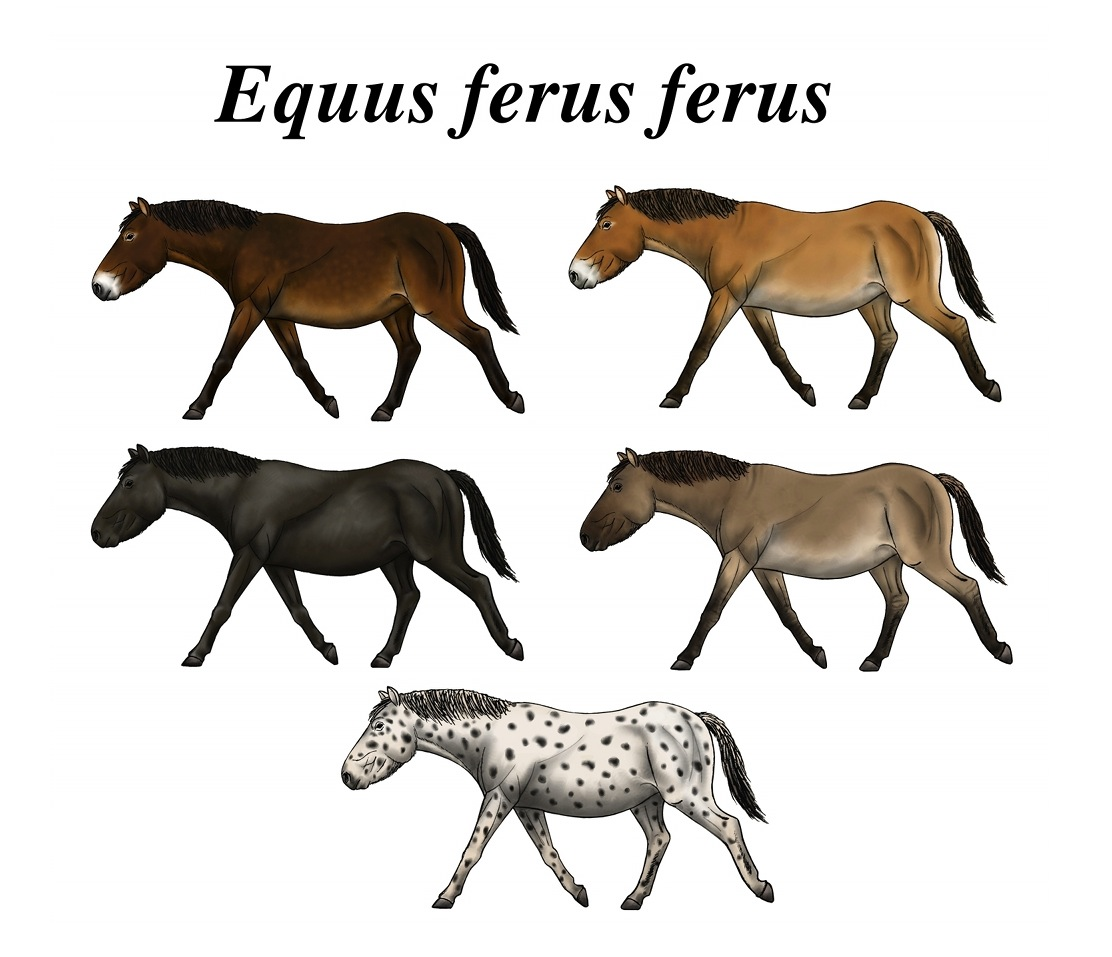
推測されるヨーロッパの野生馬の毛並みのパターン。
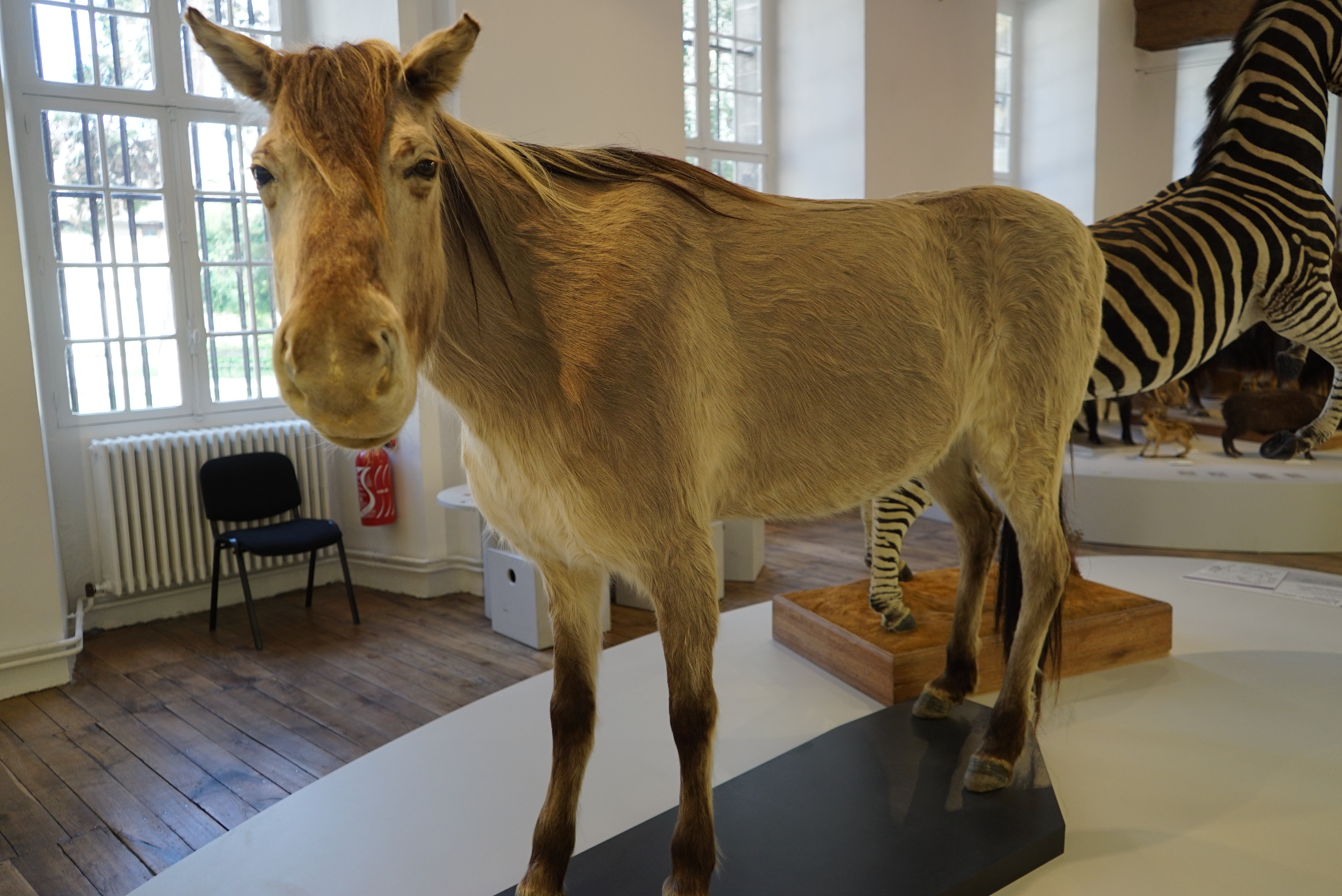
サン・ルー美術館（英語版）に展示された長く垂れた鬣を持つ復元想像模型。